# Eisblumen (Lied)
Eisblumen ist ein Lied der Mittelalter-Rock-Band Subway to Sally von deren Album Nord Nord Ost aus dem Jahr 2005. Größere Bekanntheit erlangte das Lied durch eine Coverversion der Berliner Pop-Rock-Band Eisblume im Jahr 2009.

## Entstehung
Geschrieben wurde das Lied von den beiden Subway-to-Sally-Mitgliedern Michael Boden (Bodenski) und Ingo Hampf. Hampf war darüber hinaus für große Teile der weiteren Bearbeitung verantwortlich. So tätigte er gemeinsam mit Georg Kaleve die Abmischung und Produktion. Beide wiederum zeichneten zusammen mit Josef Bach für die Programmierung zuständig. Die Abmischung und Programmierung erfolgten im Mikrokosmos und Voodoo-HiFi in Berlin. Bach und Kaleve wiederum waren zusammen mit Bodenski, Toshi Rösner, Simon Michael Schmitt, Michael Schubert und Arne Schumann für die Aufnahme verantwortlich, die im Scoring Stage Berlin stattfanden. Die Gesangsaufnahmen fanden im All Around Music Studio MS Heiterkeit statt. Gemastert wurde das Stück von La Source Mastering, unter der Leitung von Jean-Sébastien Dupuis.

## Veröffentlichung
Die Erstveröffentlichung von Eisblumen erfolgte als Teil von Subway to Sallys achtem Studioalbum Nord Nord Ost am 22. August 2005. Nachdem das Lied in der Coverversion der Band Eisblume zum Charthit avancierte, erschien das Original ebenfalls als Single durch Nuclear Blast. Diese erschien in digitaler Ausführung als Einzeltrack zum Download am 30. Januar 2009. Der Vertrieb erfolgte durch Warner Music, verlegt wurde es durch Edition Budde Zwei, Edition Ingram und den Hanseatic Musikverlag. Auf dem Frontcover der Single ist eine Hand, umgeben von einer Armillarsphäre, zu sehen.

## Inhalt
| „Wir sind wie Eisblumen. Wir blühen in der Nacht. Wir sind wie Eisblumen. Viel zu schön für den Tag. Wir sind wie Eisblumen. Kalt und schwarz ist unsere Macht. Eisblumen blühen in der Nacht.“ – Refrain, Originalauszug | Der Liedtext zu Eisblumen ist in deutscher Sprache verfasst. Geschrieben und komponiert wurde die Ballade von Bodenski und Ingo Hampf. In der Instrumentierung bewegt sich das Lied im Bereich des Mittelalter-Rock, im Text habe jedoch „die Moderne Einzug gehalten“. Das Tempo beträgt 78 Schläge pro Minute. Die Tonart ist f-Moll. Aufgebaut ist das Lied auf zwei Strophen, einem Refrain und eine Bridge. Es beginnt mit der ersten Strophe, die als Sechszeiler mit drei Paarreimen geschrieben wurde. An diese schließt sich zunächst der vierzeilige Pre-Chorus an, ehe erstmals der Hauptteil des Refrains einsetzt. Dieser wurde als Siebenzeiler verfasst. Der gleiche Aufbau wiederholt sich mit der zweiten Strophe. Nach dem zweiten Refrain setzt als Zwischenspiel die Bridge ein, die sich aus den ersten vier Zeilen des Refrains zusammensetzt. Nach der Bridge endet das Lied mit dem dritten Refrain. Der Hauptgesang des gesamten Stücks stammt von Bodenski. |

## Mitwirkende (Auswahl)
Liedproduktion
- Josef Bach: Programmierung, Tonmeister
- Michael Boden (Bodenski): Gesang, Komponist, Liedtexter, Tonmeister
- Jean-Sébastien Dupuis: Mastering
- Ingo Hampf: Abmischung, Komponist, Liedtexter, Musikproduzent, Programmierung
- Georg Kaleve: Abmischung, Musikproduzent, Programmierung, Tonmeister
- Toshi Rösner: Tonmeister
- Simon Michael Schmitt: Tonmeister
- Michael Schubert: Tonmeister
- Arne Schumann: Tonmeister

Unternehmen
- All Around Music Studio MS Heiterkeit: Tonstudio
- Edition Budde Zwei: Verlag
- Edition Ingram: Verlag
- Hanseatic Musikverlag: Verlag
- La Source Mastering: Tonstudio
- Mikrokosmos: Tonstudio
- Nuclear Blast: Musiklabel
- Scoring Stage: Tonstudio
- Voodoo-HiFi: Tonstudio
- Warner Music: Vertrieb

## Rezensionen
Michael Edele von laut.de bewertete das Album Nord Nord Ost mit vier von fünf Sternen und bezeichnete Eisblumen als Titel für „Fans der älteren Zeiten“.
Mathias Klammer von Metal.de nannte Eisblumen einen „genialen Song“ von Subway to Sally.

## Coverversion von Eisblume

### Entstehung und Veröffentlichung
Die Zusammenarbeit mit Michael Boden alias Bodenski entstand laut Aussage der Band Eisblume eher zufällig. Sotiria Schenk hörte die Originalversion von Eisblumen auf einer Veranstaltung; nachdem Boden die Anfrage nach einer Erlaubnis für eine Coverversion erhielt, schrieb er auch den Text für den Titel Unter dem Eis. Boden und Schenk hatten sich vor der Veröffentlichung der Single und des Albums mehrfach persönlich getroffen. Entgegen früheren Berichten tritt Boden nicht als Produzent, jedoch als regelmäßiger Liedtexter auf. Auch die anderen Texte der Band stammen von externen Autoren. Als Produzenten waren neben Ingo Politz auch Frank Kretschmer und Thomas Remm beteiligt. Das Lied erschien am 16. Januar 2009 als Leadsingle des am 6. März 2009 veröffentlichten Debütalbums Unter dem Eis der Band Eisblume.
Das Musikvideo entstand unter der Regie von Sigfrid Söderberg und Andreas Wicklund. Bis Mai 2023 zählte es über 8,6 Millionen Aufrufe bei YouTube.

### Charts und Chartplatzierungen
Eisblumen stieg am 30. Januar 2009 auf Rang fünf der deutschen Singlecharts ein. Seine beste Platzierung erreichte das Lied zwei Wochen später mit Rang drei in der Chartwoche vom 13. Februar 2009. Die Single musste sich dabei lediglich Dance with Somebody (Mando Diao) und dem Spitzenreiter Broken Strings (James Morrison feat. Nelly Furtado) geschlagen geben. Bis zur Chartwoche vom 22. Mai 2009 platzierte sich die Single 17 Wochen in den Top 100, sechs davon in den Top 10. Am 18. Dezember 2009 platzierte sich Eisblumen nochmals auf Rang 70. Obwohl es das Lied nicht an die Chartspitze schaffte, war es mit einer Unterbrechung zwischen dem 30. Januar und 26. Februar 2009 für drei Wochen das erfolgreichste deutschsprachige Lied in den Charts. 2009 belegte das Lied Rang 44 der deutschen Single-Jahrescharts.
In Österreich stieg Eisblumen am 30. Januar 2009 auf Rang 30 ein und erreichte am 20. März 2009 mit Rang 25 seine beste Platzierung. Die Single platzierte sich 13 Wochen in den Charts, letztmals am 24. April 2009. In der Schweiz platzierte sich das Lied eine Woche in den Charts und erreichte dabei Rang 97 am 20. Dezember 2009. Die Single avancierte für Eisblume zum ersten Charthit in allen drei Ländern.
| ChartsChartplatzierungen | Höchstplatzierung | Wochen |
| ------------------------ | ----------------- | ------ |
| Deutschland (GfK)        | 3 (18 Wo.)        | 18     |
| Österreich (Ö3)          | 25 (13 Wo.)       | 13     |
| Schweiz (IFPI)           | 97 (1 Wo.)        | 1      |

| ChartsJahrescharts (2009) | Platzierung |
| ------------------------- | ----------- |
| Deutschland (GfK)         | 44          |